# سیکورسکی اچ-۳۴
سیکورسکی اچ-۳۴ (به انگلیسی: Sikorsky H-34) یک هواگرد ساختِ کارخانهٔ سیکورسکی در کشور ایالات متحده آمریکا است که در سال ۱۹۵۰–۱۹۷۰ ساخته شد. نخستین استفاده‌کنندهٔ این هواپیما نیروی زمینی ایالات متحده آمریکا بوده‌است. این هواگرد برای نخستین بار در ۸ مارس ۱۹۵۴ میلادی مورد استفاده قرار گرفت.